# Люди гибнут за металл (фильм)
«Лю́ди ги́бнут за мета́лл» (1919) — немой художественный фильм Александра Волкова. Фильм вышел на экраны 23 октября 1919 года. Фильм считался утраченным, пока в 1963 году не был обнаружен в Датском киномузее с немецкими титрами под прокатным названием «Проданная душа».

## Сюжет
Миллионер Горностаев и балерина Илона постоянно спорят о том, что важнее в жизни — молодость и красота или богатство. Илона — за первое. Горностаев ратует за богатство. Миллионер на пари обещает Илоне за два года доказать, что он прав. Горностаев предлагает молодому рабочему Алексею заключить контракт, по которому он будет распоряжаться его жизнью, а тот получать за это всевозможные жизненные блага. Оба они уезжают за границу, а через год миллионер привозит вместо рабочего парня настоящего аристократа. Горностаев знакомит с Илоной «нового» Алексея и та влюбляется в него. Миллионер отвергнут, и балерина считает, что выиграла пари. Тогда Горностаев расторгает контракт с Алексеем, и тот вновь становится простым бедным рабочим. В этом качестве он оказывается не нужным Илоне, она порывает с Алексеем и вновь сближается с Горностаевым, признав, что полностью проиграла пари. Потерявший всё Алексей решает отомстить миллионеру. Рабочий приходит к Горностаеву и убивает его.

## Мнения о фильме
Вишневский отметил в фильме «нелепый сюжет», а по мнению В. Семерчука, фильм представляет собой «лёгкую драматическую комедию».